# South Shoebury
South Shoebury var en civil parish i unparished area Southend-on-Sea, i kommunen City of Southend-on-Sea i grevskapet Essex i England. Parish är belägen 5 km från Southend-on-Sea. Parish hade 6 720 invånare år 1931. Det inkluderade Shoeburyness.